# Pterophorus exilidactyla
Pterophorus exilidactyla is een vlinder uit de familie vedermotten (Pterophoridae). De wetenschappelijke naam van de soort is voor het eerst geldig gepubliceerd in 1975 door Buszko.